# Athletissima 2009
Athletissima 2009 – mityng lekkoatletyczny, który odbył się 7 lipca 2009 w Lozannie na Stade Olympique de la Pontaise. Zawody były zaliczane do cyklu World Athletics Tour i posiadały rangę Super Grand Prix IAAF.

## Rezultaty

### Mężczyźni
| Konkurencja        | 1. miejsce             | 1. miejsce | 2. miejsce                    | 2. miejsce | 3. miejsce              | 3. miejsce |
| ------------------ | ---------------------- | ---------- | ----------------------------- | ---------- | ----------------------- | ---------- |
| 100 m              | Asafa Powell           | 10,07      | Churandy Martina              | 10,16      | Mario Forsythe          | 10,27      |
| 200 m              | Usain Bolt             | 19,59      | LaShawn Merritt               | 20,41      | Paul Hession            | 20,50      |
| 800 m              | Ismail Ahmed Ismail    | 1:44,80    | Mbulaeni Mulaudzi             | 1:44,97    | Marcin Lewandowski      | 1:45,27    |
| 1500 m             | Antar Zerguelaine      | 3:37,15    | Johan Cronje                  | 3:37,50    | Belal Mansoor Ali       | 3:37,75    |
| 3000 m             | Deresse Mekonnen       | 7:37,62    | Eliud Kipchoge                | 7:37,95    | Thomas Pkemei Longosiwa | 7:39,81    |
| 110 m przez płotki | Dayron Robles          | 13,18      | Dexter Faulk                  | 13,21      | Aries Merritt           | 13,52      |
| 400 m przez płotki | Isa Phillips           | 48,18      | Kerron Clement                | 48,51      | L.J. van Zyl            | 48,94      |
| Skok wzwyż         | Jaroslav Bába          | 2,26       | Alessandro Talotti Iwan Uchow | 2,23       |                         |            |
| Skok o tyczce      | Steve Hooker           | 5,75       | Renaud Lavillenie             | 5,70       | Damiel Dossévi          | 5,70       |
| Skok w dal         | Godfrey Khotso Mokoena | 8,05       | Dwight Phillips               | 8,03       | Fabrice Lapierre        | 8,00       |

### Kobiety
| Konkurencja        | 1. miejsce        | 1. miejsce | 2. miejsce             | 2. miejsce | 3. miejsce               | 3. miejsce |
| ------------------ | ----------------- | ---------- | ---------------------- | ---------- | ------------------------ | ---------- |
| 100 m              | Shelly-Ann Fraser | 11,03      | Carmelita Jeter        | 11,06      | Debbie Ferguson-McKenzie | 11,12      |
| 200 m              | Kerron Stewart    | 22,73      | Shericka Williams      | 22,99      | Bianca Knight            | 23,10      |
| 800 m              | Oksana Zbrożek    | 2:01,24    | Hazel Clark            | 2:02,31    | Mayte Martínez           | 2:02,58    |
| 1500 m             | Gelete Burka      | 4:00,67    | Maryam Yusuf Jamal     | 4:01,99    | Christin Wurth-Thomas    | 4:05,09    |
| 100 m przez płotki | Sally McLellan    | 12,60      | Brigitte Foster-Hylton | 12,64      | Priscilla Lopes-Schliep  | 12,64      |
| 400 m przez płotki | Tiffany Williams  | 54,73      | Zuzana Hejnová         | 54,94      | Anna Jesień              | 55,01      |
| Trójskok           | Yargelis Savigne  | 14,91      | Anna Piatych           | 14,43      | Tatjana Lebiediewa       | 14,40      |
| Rzut oszczepem     | Steffi Nerius     | 65,37      | Barbora Špotáková      | 64,38      | Christina Obergföll      | 62,31      |